# クロード・メイヤスー
クロード・メイヤスー（Claude Meillassoux, 1925年12月26日 - 2005年1月2日）は、フランスの人類学者。
メイヤスーは前資本主義的段階にある社会の経済システムを、下部構造、上部構造、史的唯物論などのマルクス主義の概念を用いて研究した。支配と交換のメカニズムはあらゆる人間社会に存在するという確信があったからである。20世紀後半の人類学で支配的な思想だった機能主義や構造主義とは距離をとり、解放の人類学（Anthropologie de la libération）運動の一翼を担った。妻は歴史家のコリンヌ・ベリアール、息子のクァンタン・メイヤスーは哲学者。孫の名はアルマ。
次の学術誌に数多くの論文を発表した。『Cahiers d'études africaines』、『L’Homme et la société』、『L’Homme』、『Économie et Sociétés』、『Journal de la Société des africanistes』、『Anthropologie et Sociétés』、『L’Ethnographie』。

## 略歴

### 学生時代
メイヤスーは1925年12月26日、フランス・ルーベの紡績工の家に生まれた。1947年、パリ政治学院（シアンスポ）の経済学部を卒業。1950年、アメリカ合衆国に留学し、ミシガン大学大学院経済学研究科の修士課程を修了した。その後、マーシャル・プランの一環でアメリカに来ていたフランスのビジネスマン向けの通訳として働き、アメリカの貿易商とも仕事をした。1954年、シャンゼリゼ通りにあるドーランドというマーケティング・広告会社に就職した。フランス政府による旧植民地の抑圧を知り、左翼運動の独立左翼行動センター（CAGI）に接近した。この政治的コミットメントを通して、マルクスとエンゲルスの思想を発見した。

### ジョルジュ・バランディエと高等研究実習院（EPHE）
1955年から1957年、ジョルジュ・バランディエ（1920年 - ）のもとで人文・社会科学の研究に打ち込んだ。1958年、アリアヌ・ドゥルズ（1931年 - 2010年）とともにコートジボワールへの初めてのフィールドワークに出向き、グロ族の経済的・社会的体制変容について研究した。このときの現地調査がその後の理論的考察の基礎となり、民俗学者の間での名声を生むことにもなった。1960年、論文「Essai d'interprétation du phénomène économique dans les sociétés traditionnelles d'auto-subsistance」を発表したが、これは人類学に新しい理解をもたらす画期的研究成果だと長い間考えられてきた。この論文では、グロ族の特異な経済的性質が分析されている。このフィールド研究を元にして、1962年にジョルジュ・バランディエの指導のもと、コートジボワールのグロ族に関する学位論文を執筆した。この年から、高等研究実習院（EPHE）の第6部門に加わった。1962年から1963年にかけてサバティカル（研究休暇）をとり、アメリカ国立基金の資金援助を受け、社会科学研究センターで「バマコ（マリ）都市部における自発的結社（associations volontaires urbaines de Bamako）」について在外研究を行った。

### フランス国立科学研究センター（CNRS）
1964年、フランス国立科学研究センター（CNRS）に移り、当時副ディレクターだったピエール・モンベーク（1908年 - 1987年）と共同研究を行った。同年より、ジャン・ルーシュ（1917年 - 2004年）を代表者とする協働研究プログラム（RCP）第11番「ニジェール川蛇行域の民俗学（Ethnosociologie de la Boucle du Niger）」に参加した。1964年、学位論文『コートジボワールのグロ族における経済人類学（Anthropologie économique des Gouro de Côte d'Ivoire）』を出版し、大きな反響を呼んだ。1964年11月から1965年7月まで、マリでフィールドワークを実施し、サハラ・スーダン地域の部族、カースト制、奴隷制の研究を行った。1965年11月から1966年11月にかけて、メイヤスーはダカールの開発計画研究所に在籍し、セネガルのソニンケ族について研究、1966年8月にはゴイに短期滞在しソニンケ族のカースト制の調査、奴隷制についての考察を開始した。さらに1966年から1967年にはマリに滞在し、マルカ族の社会、経済、政治を調査した。1967年から1968年、ジャン・ルーシュの後任として協働研究プログラムのリーダーになった。1968年4月、マリに行きカンガバのカマブロンで7年に一度行われる儀式を観察した。協働研究プログラム第11番は1968年12月に終了し、今度はCNRS第5部門の第25セクションの支援のもと「アフリカの経済システム（Systèmes économiques africains）」研究班のリーダーになった。しかし、協働研究プログラムで開始した研究も続行した。そこで、1969年1月から2月にマリへ追加調査に行き、ワガドゥのソニンケ族とその隣接地域にいるムーア人を観察した。その際も、部族の社会的・経済的体制を注意深く研究した。1970年9月から12月にかけて、セネガルに再度向かい、ソニンケ語・フランス語の語彙目録（レキシコン）作成、トゥクロール族のカースト制研究を行い、現地の経済・社会史に関するデータ収集を行った。
1960年代後半から1970年代後半にかけて、メイヤスーは「トゥルノン通りセミナー（le séminaire de la rue de Tournon）」として知られる講義を担当し、多くの人類学者およびに他分野の研究者が集った。このセミナーは知的営為と激しい情熱を結びつける役割を果たした。セミナー終了後、何冊か論文集が出版された。その中の一つ『アフリカの飢饉を救うのは誰か？（Qui se nourrit de la famine en Afrique?）』（1974年）は、研究者だけでなく一般読者に対しても大きな衝撃を与えた。1971年、高等研究実習院第6部門でセミナーを開いた。1974年、上級研究員になった。1970年代半ばから、フィールドワークで得た知見に基づく理論的原理を総合し始めた。1975年、著書『家族制共同体の理論（Femmes, greniers et capitaux）』を出版した。これは、家庭内の生産様式と帝国主義システムによる搾取の帰結を考察した研究である。同書は少なくとも6ヶ国語（ドイツ語、ポルトガル語、日本語、スペイン語、イタリア語、英語）に翻訳された。1975年10月から12月まで、マリに滞在し、現地の伝承と歴史の関係を調査した。1977年、南アフリカ共和国を訪問し、アパルトヘイトに関心を抱くとともにこれを非難した。この問題に関して、著書『最後の白人――南アフリカの様式（Les derniers Blancs : le modèle sud-africain）』（1979年）を書いた。同年、セネガルとマリに最後のフィールドワークに行き、セネガル都市部の住民の状況を、ディアマ・ダムとマナンテリ・ダムの建築とそれに伴う移住に注目しつつ考察した。
1979年、研究班（ER）225番「農村社会と発展の政治学（Sociétés rurales et politiques du développement）」の共同リーダーに就任し、研究代表者となった。1982年、研究班225番「南部アフリカ（Afrique australe）」のリーダーとなる。1986年、研究グループ（GR）846番「南部アフリカ（Afrique Australe）」を立ち上げ、研究者、大学教員、博士課程学生、人類学者、社会学者、経済学者を束ねた。この研究グループは学際的な研究アプローチをとり、アフリカとフランスの研究者間の対話を重視した。幾度かの名称変更があったものの、1998年までこの研究グループは続いた。2000年代に入ると、メイヤスーは聖書に関する批判的人類学に取り組むようになり、特に家族関係に注意を向けた。
2005年1月2日、クロード・メイヤスーはパリに没した。

## 受賞歴
1984年、クロード・メイヤスーはその業績によってフランス国立科学研究センター銀メダルを授与された。

## 著作
下記はクロード・メイヤスーの著作の非網羅的なリストである。クロード・メイヤスーの著作集はアフリカ研究ビブリオテークに保管されている。
- « Essai d'interprétation du phénomène économique dans les sociétés traditionnelles d'auto-subsistance », Cahiers d'Études Africaines, Paris, 1960, n°4, pp 38-67.
- Anthropologie économique des Gouro de Côte d’Ivoire : de l’économie de subsistance à l’agriculture commerciale, Paris, Mouton, 1964, 382 p.
- L’Évolution du commerce africain depuis le XIXe siècle en Afrique de l’Ouest, Oxford, Oxford University Press, 1971, 444 p.
- Qui se nourrit de la famine en Afrique ?, Paris, Maspero, 1974.
- L’Esclavage en Afrique précoloniale, Paris, Maspero, 1975, 582 p.
- Femmes, greniers et capitaux, Paris, Maspero, 1975, 254 p. 
『家族制共同体の理論――経済人類学の課題』川田順造、原口武彦訳、筑摩書房、1977年
- Terrains et Théories, Paris, Anthropos, 1977, 344 p (collection de 11 articles)
- Théorie de la communauté familiale, un thème d’anthropologie économique, Tokyo, Chikuma Shobō, 1977, 283 p.
- « Le mâle en gésine, ou de l'historicité des mythes », Cahiers d'Études Africaines, Paris, 1979, n°19, vol.1-4, pp. 353-380.
- Les derniers Blancs : le modèle sud-africain, Paris, Maspero, 1979, 311 p.
- Anthroplogie de l’esclavage, le ventre de fer et d’argent, Paris, PUF, 1986, 375 p.
- Génie social et manipulation culturelle en Afrique de l’apartheid, Paris, Arcantère, 1991, 314 p.
- Les Spectres de Malthus, Paris, EDI-ORSTOM- CEPED, 1991, 442 p.
- L'économie de la vie: Démographie du travail, Broché, 1997, 166 p.
- Mythes et limites de l'anthropologie, Broché, 2001, 479 p
- 『マルクス主義と経済人類学』柘植書房、1980年

クロード・メイヤスー、山崎カヲル編訳「狩猟社会における決定レヴェル」を収録